# Váltó (értékpapír)

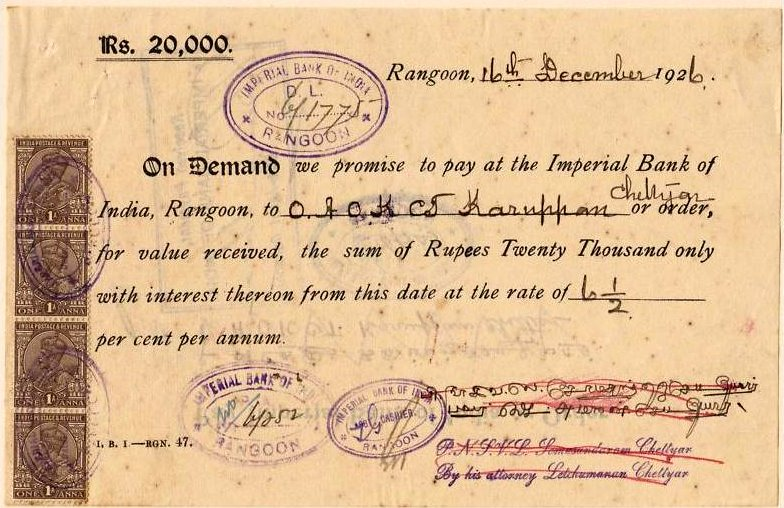
1926-ban az Indiai Birodalmi Bank által Rangunban kibocsátott váltó

A váltó a törvény által megszabott formában kiállított, meghatározott időre szóló fizetési kötelezvény, amely bizonyos korlátok között pénz helyett forgatható. A hitelezés révén kialakult értékpapírok egyik formája, amelyen az elfogadó kötelezettséget vállal arra, hogy meghatározott időben és helyen meghatározott összeget fog fizetni vagy fizettetni hitelezőjének, vagy egy harmadik személynek. A saját váltó esetében a kibocsátó maga vállal fizetési kötelezettséget, az idegen váltó esetében a kibocsátó egy adósát szólítja fel fizetésre.
A váltó a gazdaságtörténet során nagy szerepet játszott a pénz forgásának meggyorsításában. A modern gazdaságban a magánváltó szerepét többnyire a pénzteremtés más módszerei, a bankszámlapénz vagy a csekk veszi át.

## Története
Fizetési ígérvények már régen léteztek a kereskedők között. A 18. század közepétől azonban Angliában William Murray olyan kereskedelmi jogi reformokat vezetett be, amelyek alapvetően megváltoztatták a váltók természetét. A váltó feltétlen kötelezettség vállalása, absztrakt ügylet lett, függetlenül a mögötte eredetileg álló kereskedelmi ügylettől és elszakadt mind az eredeti hitelező, mind az eredeti adós személyétől. Ettől kezdve az, aki váltót állított ki vagy váltóval fizetett, a váltó lejártakor minden további nélkül fizetni tartozott. Aki megpróbált kibújni ez alól, az reménytelen pert kockáztatott és elvesztette hitelképességét a többi kereskedő szemében, azaz gazdasági szereplőként ellehetetlenült.

## Tartalma, sajátosságai
A váltó követelést megtestesítő pénzpapír ill. értékpapír,, amely "nem képvisel hozadékot, csak visszafizetést". Gazdasági szempontból a váltó egyrészt hiteleszköz, másrészt fizetőeszköz. Értelmezése, hogy az egyik fél elismeri a másik fél felé fennálló pénztartozását (követelését), és vállalja, hogy azt meghatározott időben és módon (váltójogilag jól körülhatárolható és kikényszeríthető formában) ki fogja egyenlíteni. A váltószigor (rigor cambialis)) miatt – amely a genfi mintájú váltóegyezmények jellemzője – a bíróság soron kívüli jár el. A váltójog kényszerítő természetű abszolút jog (jus cogens), valamint különös jog (jus speciale), illetve szoros jog (jus strictum), miután a váltójogban a követelés keletkezése és érvényesítése szoros alakszerűséghez van kötve.
[…] a váltóeljárás összehasonlíthatatlanul szigorúbb, mint a többi jogi kötelemé. […] A váltó ma Magyarországon egyáltalán nem olyan elterjedt, mint a világháború előtt, pedig nagy szükség lenne rá, hogy a felduzzadt kintlévőségek egy részét kiválthassa. A jogalkotóknak érdemes lenne megfontolnia, hogy milyen eszközökkel lehetne a mai magyar gazdasági-pénzügyi élet tényleges szereplőjévé tenni a váltót: mint olyan eszközt, amely enyhítené a gazdasági szereplők [pénzhiányát]
A váltó egy teljes mértékben szektorsemleges intézmény. A váltójog semmiféle megkülönböztetést nem tesz a tekintetben, hogy ki válhat váltó jogosultjává vagy kötelezettjévé. Ennek megfelelően váltószereplővé válhat minden természetes vagy jogi személy, független jogi formájától, ágazati hovatartozásától, aki egyébként a polgári jog szabályai alapján jogképes
Követelést megtestesítő értékpapírok még a váltón kívül a csekk, a kötvény, a letéti jegy. A váltó — mint az értékpapírtanból tudjuk — nemcsak hogy forgatható, hanem a jogszabály erejénél fogva forgatható (ipso jure ordre) papír. A magyar jogban ilyen három van: a váltó, a névre szóló részvény, és a közraktári jegy.
A szakirodalom a váltóátruházással (más szóval: forgatással) kapcsolatban három hatást ismer. Az 'átruházó hatás' azt jelenti, hogy a forgatmányosra száll át a váltóban megtestesülő összes jog. A 'kötelező hatás' alatt azt értik, hogy a váltót átruházó — ellenkező kikötés hiányában — felelős a váltó elfogadásáért és kifizetéséért. Végül az 'igazoló hatás' szerint a forgatmányost a váltó jogos birtokosának kell tekinteni. Ennek feltétele azonban, hogy az átruházások összefüggő láncolatot alkossanak.

## Részletes leírás
A váltó kiállítására általában valamilyen más ügylet alapján kerül sor, amikor az ügylet egyik résztvevője az őt terhelő pénztartozást ilyen módon ismeri el. Az ügylet valamilyen polgári jogviszony, amelyből eredő ellenérték-követelést az egyik fél hitelezi a másiknak. A hitel kiegyenlítése pedig úgy történik, hogy a kötelezett az őt terhelő pénztartozásról váltót állít ki és ad át a jogosultnak. Az ügylet és a váltó innentől kezdődően elkülönül egymástól. A váltó kiállítása az ügyletből fakadó jogviszonyt önmagában nem szüntetni meg és megfordítva, a váltó alapján a váltó jogosultja az alapjogviszonytól függetlenül léphet fel a váltó kötelezettjével szemben.

„A váltó általában hármas rendeltetésű:

♦ Kiegyenlítő eszköz.

A váltót az adós áru vagy egyéb tartozásának fedezetére, kiegyenlítésére adja át hitelezőjének. A váltó így a hitelezőnek jelentős jogi előnyöket (behajtás stb.) és gazdasági előnyöket (leszámítolás stb.) nyújt és ezzel a kereskedelmi forgalom biztonságát és gyorsaságát előmozdítja.

♦ Hitelszerző eszköz.

Mint ilyen, legcélszerűbb és leggyakoribb formája a kölcsönnyújtásnak.

♦ Áru.

Az előbb említett előnyök, különösen a váltó átruházásának könnyű lehetősége nagyon alkalmassá teszik azt pénz gyümölcsöző elhelyezésére [befektetésére]; s így a váltó rendszeres adás-vétel tárgya. Árát diszkont és a lejárat határozzák meg. Speciális rendeltetése a váltónak, külföldi fizetések teljesítése. (Külföldi váltók.)”

– A modern üzleti élet enciklopédiája. Révai kereskedelmi, pénzügyi és ipari lexikona; IV. kötet (Budapest, 1934), p. 303: "Váltó a kereskedelmi forgalomban" címszó.

A váltót, kezdetben áruhitelezés során használták (fizetőeszközként), amikor az áru vevője nem készpénzzel fizetett, hanem váltót bocsátott ki utalvány formában, amelyben elismerte tartozását, és annak kiegyenlítésére kötelezettséget vállalt.
Ha a váltó kiállítója/kibocsátója nem tűnik megbízhatónak vagy tőkeerősnek, kezest hívhat segítségül (magánszemélyt, gazdálkodó szervezetet, bankot). A váltók, a 19. század végétől kezdve fizetőeszközből lassanként hiteleszközzé alakultak. E funkcióban kezdték meg pénzhelyettesítő szerepüket (forgatással, teljes hatályú átruházással); akár belföldi/helyközi/belkereskedelmi, akár külföldi/nemzetközi/külkereskedelmi fizetések eszközéül szolgáltak. A váltók szerepének súlypontja a 20. század közepére Magyarországon megváltozott. A három pólusú, utalványszerű idegen váltó hazánkban háttérbe szorult; a két pólusú, kötelezvényszerű saját váltó előtérbe került; ugyanis az utóbbihoz nem szükséges az utalványi alak, bár a jogszabályok jelenleg is (2016) lehetőséget adnak rá. Nemzetközi forgalomban azonban fordított a helyzet: az idegen váltó domináns.
[…] a kétszintű bankrendszer [1987. január 1-jei] létrehozatalakor, még akkor frissen négy nagy kereskedelmi bank (Budapest Bank Rt., Magyar Hitelbank Rt., Kereskedelmi Bank Rt., Külkereskedelmi Bank Rt.) létrehozták a váltójogi Együttműködési Megállapodást. Ennek preambuluma kimondja, hogy a Megállapodás célja nem más, mint a váltóleszámítolás biztonságosabbá tétele az információk kicserélésével. […] Amennyiben egy bank, egy cégről »váltó jó« információt adott és a kötelezett lejáratkor mégsem fizetett, akkor az információt adó bank köteles volt az általa előnyös helyzetbe hozott céget fizetőképes helyzetbe hozni […] Az ilyen és ehhez hasonló esetek vezettek oda, hogy a Megállapodást a múlt év végén [1992-ben] a legtöbb nagy bank felmondta. Mindegyikük megfontolandóvá tette azonban azt, hogy jobb gazdasági körülmények között esetleg részt vegyen egy hasonló egyezmény létrehozásában. […] A váltójog történeti fejlődését — és a kontinentális gyakorlatot — tanulmányozva azonban megállapítható, hogy a váltó nem hiányozhat egyetlen fejlett piacgazdaság eszköztárából sem. A váltó önmagában ugyan bonyolult, de rendkívül logikus és biztonságos intézmény.
[…] a váltó kiválóan alkalmas a részletfizetés, halasztott fizetés vagy előfinanszírozás mellett megkötött [egy évet meg nem haladó] jogügyletek fedezésére, különösen akkor, ha a hitelintézetek hajlandósága megnő a váltók leszámítolására. A váltó, a forgatmányos (a leszámítoló) részére nagyfokú biztonságot ad.
A váltó értékpapír. Értékpapír pedig csak olyan okirat vagy adat lehet, amely jogszabályban meghatározott kellékekkel rendelkezik és kiállítását (kibocsátását) a jogszabály lehetővé teszi. [...] A váltó okirat. A benne foglalt követelést érvényesíteni, vagy arról rendelkezni csak az okirat birtokában, az értékpapír által lehet […] A váltó a benne foglalt követelést dologi formában rögzíti és forgathatósága (átruházhatósága) által mobilizálhatóvá teszi a követelést. A váltó jelentős mint hiteleszköz, mint befektetési eszköz és mint szerződési biztosíték.
A váltó ( dénomination titre ) alaki megjelenésére, és kibocsátására külön magyar jogszabály vonatkozik, amely az 1930. június 7-én Genfben aláírt, váltójogi nemzetközi egyezményeken alapul.
A nemzetközi váltójogi "Egységes Törvény" 1934. január 1-jén lépett hatályba, amit a Népszövetség ugyanebben az évben tett közzé hivatalos lapjában, francia és angol nyelven, tükörfordításban: Société des Nations (League of Natoins). Recueil des Traités (Treaty Series). Vol. CXLIII. 1933-1934. Num. 1-2-3-4. Magyarországot, dr. Baranyai Zoltán (1888-1948) diplomata képviselte, aki a Népszövetség mellett működő Magyar Királyi Titkárság vezetője volt. "A genfi munkálat szerkezeti összetétele a következő: három egyezmény létesült. Az első (egyezmény) [No. 3313.] magára az egységes váltótörvényre vonatkozik két melléklettel, melyek közül az első (melléklet) maga az Egységes váltótörvény (Loi uniforme), a második melléklet a fenntartások (reserves) és vele kapcsolatos rendelkezések. A második egyezmény [No. 3314.] a kollíziós normákat tartalmazza, a harmadik egyezmény [No. 3315.] pedig a váltóilletékről szól. Az egyezményt 26 állam írta alá."

## Egyezmény
Első egyezmény

[FR]

No. 3313. Convention portant loi uniforme sur les lettres de change et billets à ordre, avec annexes et protocole. (Signés à Genève, le 7 juin 1930.)

Annexe I. Loi uniforme concernant la lettre de change et le billet à ordre
Annexe II.
Protocole de la convention.
(Francia nyelvű oldalak: 257; 258, 260, 262, 264, 266, 268, 270; 272-273; 274, 276, 278, 280, 282, 284, 286, 288, 290, 292, 294, 296, 298, 300, 302, 304; 306, 308, 310, 312; 314-315.)
[EN]

No. 3313. Convention providing a uniform law for bills of exchange and promissory notes, with annexes and protocol. (Signed at Geneva, June 7, 1930.)

Annex I. Uniform law on bills of exchange and promissory notes.
Annex II.
Protocol to the convention.
(Angol nyelvű oldalak: 257; 259, 261, 263, 265, 267, 269, 271; 272-273; 275, 277; 279, 281, 283, 285, 287, 289, 291, 293, 295, 297, 299, 301, 303, 305; 307, 309, 311, 313; 314-315.)
[HU]

Egyezmény az idegen és a saját váltóra vonatkozó egységes váltótörvény tárgyában.
1. melléklet. Egységes törvény az idegen és a saját váltóról.
2. melléklet.
Jegyzőkönyv az egyezményhez.
Második egyezmény

[FR]

No. 3314. Convention destinée à régler certains conflits de lois en matiére de lettres de change et de billets à ordre, avec protocole. (Signes à Genève, le 7 juin 1930.)

Protocole de la convention.
(Francia nyelvű oldalak: 317; 318, 320, 322, 324, 326, 328; 330-331; 332; 334-335.)
[EN]

No. 3314. Convention for the settlement of certain conflicts of laws in connection with bills of exchange and promissory notes, and protocol. (Signed at Geneva, June 7, 1930.)

Protocol to the convention.
(Angol nyelvű oldalak: 317; 319, 321, 323, 325, 327, 329; 330-331; 333; 334-335.)
[HU]

Egyezmény az idegen és a saját váltóra vonatkozó törvények ütközésének rendezése tárgyában.
Jegyzőkönyv az egyezményhez.
Harmadik egyezmény

[FR]

No. 3315. Convention relative au droit de timbre en matiére de lettres de change et de billets à ordre, avec protocole. (Signés à Genève, le 7 juin 1930.)

Protocole de la convention.
(Francia nyelvű oldalak: 337; 338, 340, 342, 344, 346; 348-349; 350; 352-353.)
[EN]

No. 3315. Convention on the stamp laws in connection with bills of exchange and promissory notes, and protocol. (Signed at Geneva, June 7, 1930.)

Protocol to the convention.
(Angol nyelvű oldalak: 337; 339, 341, 343, 345, 347; 348-349; 351; 352-353.)
[HU]

Egyezmény az idegen váltó és saját váltó bélyegilletéke tárgyában.

Jegyzőkönyv az egyezményhez.

Az egyezmény alapján álló országok (62 állam): Afganisztán, Algéria, Argentína, Ausztria, Etiópia, Belgium, Brazília, Bulgária, Costa Rica, Csád, Csehszlovákia [ma: utódállamai], Dánia, Dahomey, Felső-Volta [ma: Burkina Faso], Finnország, Franciaország, Gabon, Görögország, Guinea, Haiti, Hollandia, Holland Antillák, Indonézia, Irak, Izland, Japán, Jordánia, Jugoszlávia [ma: utódállamai], Kambodzsa, Kenya, Kongo (Brazzawille), Kongo (Kinshasa), Korea, Közép-afrikai Köztársaság, Kuvait, Laosz, Lengyelország, Libanon, Líbia, Luxemburg, Madagaszkár, Magyarország, Mali, Marokkó, Mauritánia, Monaco, Németország, Niger, Norvégia, Olaszország, Peru, Portugália, Portugál tengeren túli területek, Szaúd-Arábia, Szenegál, Szíria, Svédország, Svájc, Szovjetunió, Togo, Törökország, Tunézia. (Kolumbia, Ecuador, Spanyolország, Peru, Csehszlovákia, Törökország, Jugoszlávia aláírta az egyezményt, de nem ratifikálta. A felsorolásban találhatóak olyan államok is, amelyek nem csatlakoztak az egyezményhez, hanem saját váltótörvény alkottak a genfi váltójog mintájára.).
A váltójogi Egységes törvényt a következő államalakulatok írták alá 1930-ban, illetve csatlakozta hozzá 2005-ig bezárólag. Zárójelben a saját törvényhozási ratifikáció hatálybalépési dátuma: Ausztria (1934.I.01.), Azerbajdzsán (2000.XI.28.), Belgium (1934.I.01.), Brazília (1942.XI.24.), Dánia (1934.I.01.), Fehéroroszország (1991.XII.25. Felfüggesztve 1998.II.4.), Finnország (1934.I.01.), Franciaország (1936.VII.26.), Görögország (1934.I.01.), Grönland [Dánia társországa] (1965.IX.29.), Japán (1934.I.01.), Kazahsztán (1996.II.18.), Kirgizisztán (2003.X.30.), Lengyelország (1937.III.19.), Litvánia (2000.V.11.), Luxemburg (1963.VI.03.), Magyarország (1965.I.26.), Makaó (Kína különleges jogállású területe, 1999.XII.20.), Monaco (1934.IV.25.), Németország (1934.I.01.), Belgium (1934.I.01.), Hollandia (1934.I.01.), Luxemburg (1963.VI.03.), Norvégia (1934.I.01.), Olaszország (1934.I.01.), Pays-Bas (1934.I.01. Karib-tengeri holland szigetek: Aruba, Bonaire, Curaçao, Saba, Sint Eustatius, Sint Maarten), Portugália (1934.IX.06.), Svájc (1937.VII.01.), Svédország (1934.I.01.), Oroszország (1937.II.23.), Ukrajna (2000.I.06.).
SR 0.221.554.4: Acte final [de la Conférence de Genève pour l'unification du droit en matèrie de lettres de change et billets à ordre] [du 7 juin 1930]

## Magyarországon az alábbi jogszabályok vonatkoznak rá
- 1965. évi 1. törvényerejű rendelet (a Genfben, 1930. június 7-én megkötött váltójogi egyezmények kihirdetéséről)[30]
- 1/1965. (I. 24.) IM rendelet (a váltójogi szabályok szövegének közzétételéről)[31] Hatályos: 2017. december 31-éig.
- 1952. évi III. törvény (a polgári perrendtartásról)
  - 38. § "A váltóra alapított per a váltó fizetési helyének bírósága előtt is megindítható."
  - 125. § (2) "A tárgyalást úgy kell kitűzni [váltóperben], hogy a keresetlevélnek az alperes részére való kézbesítése a tárgyalás napját [...] legkésőbb három nappal megelőzze."
  - 125. § (4) "Váltóperben a bíróság soron kívül jár el. A tárgyalást legkésőbb a keresetlevélnek a bírósághoz érkezésétől számított nyolcadik napra kell kitűzni."
  - 217. § (4) "Váltóperben a teljesítési határidőt három napban kell megállapítani."
  - 234. § (1) "A fellebbezés határideje [...] váltóperekben három nap."
- 2000. évi C. törvény (a számvitelről)
  - 42. §. (3) "Rövid lejáratú kötelezettség az egy üzleti évet meg nem haladó lejáratra kapott kölcsön, hitel […]. A rövid lejáratú kötelezettségek közé tartozik általában a […] váltótartozás, […] valamint az egyéb rövid lejáratú kötelezettség."
  - 65. §. (4) "A mérlegben a követelés fedezetére kapott váltót a […] pénzügyi rendezésig a követelés (1)-(2) bekezdése szerinti elfogadott, elismert értékén […] kell kimutatni."
- 18/2009. (VIII. 6.) MNB rendelet [a pénzforgalom lebonyolításáról][32]
  - 35. § [Váltóbeszedés]
- 2017. évi CLXXXV. törvény (a váltójogi szabályokról)[33]

A váltó értékpapírnak minősül, önállóan megtestesíti a követelést. Kiállításához nem kell sem közjegyző, sem bíróság. A szerződő felek minden külön segítség vagy ellenjegyzés nélkül kiállíthatnak váltót.
Az illetékekről szóló 1990. évi XCIII. törvény értelmében, a váltó értékpapír.
- 102. § (1) E törvény alkalmazásában "g) értékpapírnak olyan okirat vagy – jogszabályban megjelölt – más módon rögzített, nyilvántartott és továbbított adat tekinthető, amely jogszabályban meghatározott kellékekkel rendelkezik és kiállítását (kibocsátását), illetve ebben a formában történő megjelenítését jogszabály lehetővé teszi;" [34]

A váltóhamisítás, mint önálló deliktum, 1994. május 15-ei hatállyal (az 1994. évi IX. törvény által) került bele a Büntető törvénykönyvbe.
- 2001. évi CXX. törvény [a tőkepiacról]
  - 2. § "Nem tartozik a törvény hatálya alá ... a váltó ... forgalomba hozatala"[35]

A Pénzjegy Nyomda által [kb. 2000-ig] készített váltóűrlapok közül a zöld színű volt az idegen váltó, a barna színű volt a saját váltó. A Pátria Nyomda jelenleg [2016] is készít, és szaküzleteiben értékesít kitölthető saját váltót (barna színű). E nyomtatvány azonosító száma is P. 40 (T). Az idegen váltóé P. 41 (T) volt.
"a váltóra vonatkozó szabályok csak abban az esetben alkalmazhatók, ha az minden, a jogszabályban előírt kellékkel rendelkezik; mind a kibocsátónak, mind az elfogadónak vizsgálnia kell ezek meglétét." Célszerű a Magyar Nemzeti Bank által 1985-től rendszeresített blanketta használata [mely idegen váltó 2000. évig volt kapható], "ugyanis annak pontos kitöltése a kellékhiányból adódó problémákat gyakorlatilag kizárja."
[…] a hazai pénzintézetek nem (esetleg alig) élnek azzal a szinte klasszikus bankügylettel, mely szerint a bank – a maga hitelmegtérülési biztonságát fokozandó – azzal a feltétellel nyújt hitelt, hogy a hiteligénylő a kért hitelösszegről szóló, a hitel lejártával egyező esedékességű váltókötelezettséget vállal, s e váltóban rendelvényesnek a hitelnyújtó pénzintézetet nevezi meg. [...] E váltók tehát [...] hitelfedezeti váltók. [...] Az ilyen váltók rendszeresítése mindamellett arra is alkalmas, hogy az addig csak közvetlen bankhitelt kérő, korábban váltóval nem foglalkozó ügyfelek is megismerkedjenek ezzel az intézménnyel. […] A hatályos váltójog – amely egyébként is nemzetközi konvención alapul – nem szorul módosításra; teljesen kielégíti a vele szembeni igényeket. […] A váltóalkalmazás terjedését gátló okok egyike a használatához szükséges kétségtelenül szerteágazó, nem könnyű váltójogi és váltókezelési ismereteknek a — tévismeretekben és előítéletekben is megnyilvánuló — hiánya.
A gyors és egyszerű [váltó-] eljárás azonban csak az egyik záloga a követelés érvényesítésének. Nagyon fontosnak tartjuk a váltóban vállalt fizetési kötelezettség komolyságának erősítését is […]. Erre jelenthet megoldást a váltóperben a követeléssel megegyező mértékű biztosíték kötelező nyújtása […] Mindezt abból az okból találjuk megfontolásra érdemesnek, hogy ha valaki tisztában van a váltókötelezettség súlyával [rigor cambialis], úgy már a váltó kiállításakor reálisan számolnia kell az abban foglalt fizetési kötelezettség teljesítésével. Azaz ha a jogosult, a váltókövetelést kénytelen bíróságon érvényesíteni, az azt jelenti, hogy a kötelezett nem tett eleget fizetési kötelezettségének. […] Mivel a váltó birtokosának privilegizált helyzete [a hatályos jogszabályok folytán] már önmagában indokolja a kötelezett teljesítőképességének (és még inkább teljesítőkészségének) biztosításához fűződő társadalmi érdeket; a kötelező biztosíték okán a váltó, mint valódi »értékpapír« vonulhatna be ismét a köztudatba, hiszen jelentősen megkönnyítené nem csak a követelés bírósági érvényesítését, hanem annak tényleges végrehajtását is. […] A fenti aggodalmak és javaslatok egyetlen célja, hogy a száz évvel ez előtt már jól működő, a gazdasági életben fizetőeszközként is általánosan elfogadott váltó újra bekerüljön a hazai gazdasági köztudatba. Használatának újbóli elterjedése […] elősegíthetné az egész magyar gazdasági rendszert sújtó körbetartozás megszűnését […] hiszen szükségszerűen eltűnnének azok a piaci szereplők, akik nem hajlandók váltókötelezettséget vállalni (akár mert gazdasági potenciájuk, akár mert üzleti szemléletük tisztességes volta kétséges), vagy akik a gyors és hatékony igényérvényesítés okán, nem tudnák […] a követelés fedezetéül szolgáló vagyont kimenteni.

## A váltó funkciói
- Hiteleszköz, mivel a kiállításánál későbbi időpontra vonatkozó fizetési ígéretet testesít meg.
- Biztosíték, mert a váltójogi szigornál fogva a hitelező követelésének gyors és egyszerű behajtását biztosítja.
- Befektetési eszköz, mivel a váltók megvásárolhatóak egymástól.
- Fizetési eszköz, mivel a váltó átruházásával a váltó tulajdonosa fennálló kötelezettségeit kiegyenlítheti.

### Váltó leszámítolása
A váltó értéke:
- névérték: amit a váltó lejáratakor kell a címzettnek megfizetnie
- leszámítolási érték: a kibocsátás és a lejárat közötti időpontban kapható érték (esedékességkor megegyezik a névértékkel).

Leszámítolás (diszkontálás, eszkomptálás): a váltóbirtokos az esedékesség előtt eladja a váltóját egy kereskedelmi banknak. Ilyenkor nem a névértéket, hanem annak meghatározott kamatokkal csökkentett értékét (diszkont) kapja meg, vagyis a bank leszámolja a névértékből az esedékességig jelentkező kamatot. A kereskedelmi bankok a leszámítolt váltókat visszleszámítoltathatják a jegybanknál, vagy esedékességkor megkapják, vagy behajtják a címzettől az adósságot.
Belföldi váltó egy évnél hosszabb időre nem szólhat! 
Leszámítolni csak olyan váltót lehet, amelynek lejáratáig 90 napnál több nincs hátra. A jegybank csak áruváltót számítol(t) le, fináncváltót nem (kivéve talán, ha a váltóbirtokos költségvetési szerv). Ezzel kapcsolatban lásd, Langmár Ferenc "A magyar váltó" (1992) cikkét.
"A jelenlegi monetáris gyakorlat kiiktatta a gazdálkodásból a termelő-kereskedelmi tevékenységet ösztönző kereskedelmi váltót és így eltűnt az a pénzügyi eszköz a gazdasági életből, amely a reálgazdasági szereplők között hitelez, azaz pénzt teremt, anélkül, hogy inflációt váltana ki." [Drábik: Magánpénzrendszer vagy közpénzrendszer? (2005)]

## A váltó típusai és azok tartalmi követelményei
A váltó előlapjának tartalmaznia kell a váltó valamennyi törvényes kellékét.
Jogszabály alapján, a váltó szereplői:
- saját váltónál: – kiállító – rendelvényes
- idegen váltónál: – kibocsátó – rendelvényes – címzett

Átruházás esetén a korábbi váltóbirtokos, aki a váltót továbbadja a forgató; az új váltóbirtokos pedig a forgatmányos elnevezést viseli.

### Fogalmak
Aktív váltó: Az a váltó, amely ránk nézve követelést jelent; rendelvényesek vagy forgatmányosok vagyunk rajta. Fennálló váltó-követelést jelent, a tartozik-oldalra könyvelendő ("aktíva").

Aval: (per aval, pour aval; fideiussio cambialis; firmare a valle, azaz megerősíteni a szélén; Bürgschaft; Wechselbürgschaft) Együttaláírás, együttkötelezés. A kezességnek írva, s ezen felül aláírva kell lenni. Például, "XY, mint kezes" vagy "XY, mint jótálló".

Bianco váltó: A váltójog nem követeli meg, hogy valamennyi lényeges alkotórész már a kiállításkor a váltón legyen; ez csak is váltókövetelés érvényesítésének előfeltétele. A bianco váltó birtokosa önálló és visszavonhatatlan jogot szerez arra, hogy a váltó hiányzó alkotórészeit kitöltse, és ezzel azt váltóvá (jogilag érvényes váltóvá) alakítsa át. "A biankó aláírás a legveszedelmesebb kötelezettségvállalás. A váltó könnyen elveszhet és a kitöltésre bárki jogosult."

Bírlalás, birtoklás (detentio): A váltó jogszerű vagy jóhiszemű birtoklása, önmagában elég a követelés bizonyítékául.

Bringschuld: a pénzkötelem olyan formája, mely esetén esedékességkor az adós keresi fel a hitelezőt, ha önmagára telepíti a váltót (azaz fizetési helyként lakóhelyét, és nem bankot jelöl meg).

Bizományi váltó: Amit a kibocsátója Megbízó terhére (annak számlája terhére) állít ki. Az ilyen váltó célja néha csak az, hogy a kibocsátó neve titokban maradjon, de kölcsönös tartozások és követelések költségmentes kiegyenlítésére is szolgálhat.

Causa promittendi: alapjogviszony, ami alapján a váltókötelezettség vállalva lett

Collisio legum: törvények összeütközése (a nemzetközi váltótörvény és az adott állam törvénye vonatkozásában)

Copia: Váltó-másolat, a váltó nem eredeti példányai.

Datio in solutum: Fizetésváltság (pénz hiányában, más módon való teljesítés).

Deviza: Külföldön fizetendő váltó

Distancia loci: A kiállítási helynek és a fizetési helynek különbözősége (a saját váltónál és az idegen váltónál is alkalmazható).

Diszhonorálás: Ha az intézvényezett nem fogadja el a váltót, vagy ha az elfogadó nem fizet, vagy ha az elfogadó (a saját váltó kibocsátója) a lejárat előtt fizetőképtelenné válik.

Duplicatum: Váltó-másodlat, a váltót a rendelvényes kívánságára több eredeti példányban csak a kibocsátó állíthatja ki.

Egyenes váltóadós: a saját váltó kiállítója, az idegen váltó elfogadója.

Elismervény: Interims-schein (német)

Előzők (praecedentes): a mindenkori váltóbirtokost megelőző forgatók és a kibocsátó. A kibocsátó az utolsó váltóelőző, mert tőle indult ki a váltó.

Engedményezés: ha a váltókövetelést engedményezik, az adóst értesíteni kell (denunciatio).

Ex lege garantia: törvényi garancia

Fedezeti váltó (Kautions-wechsel, Depot-wechsel): Hiteleszköz, s mint ilyen legcélszerűbb és leggyakoribb formája a kölcsönnyújtásnak

Felmondásos váltó (Kündigungs-wechsel): felmondási időre esedékes

Forgatmány (giro; olv. zsíró): A váltó hátlapjára vezetendő, ezért nevezzük hátirat-nak is.

Hátíró, Forgató (Girant, Indossant) – Hátiratos, Forgatmányos (Giratar, Indossatar) – Hátirat, Forgatmány (Giro, Indossament)

Holschuld: a pénzkötelem olyan formája, amely esetén nem az adós keresi fel esedékességkor a hitelezőt, hanem a hitelező megy el az adóshoz pénzért (az adós addig nem esik késedelembe, míg a hitelező nem nyújtja feléje a lejárt papírt, hogy fizesse ki). A nem forgatható, rekta váltó is ilyen.
Intézvényezett (címzett): Idegen váltó esetén a kibocsátó által a váltón fizetésre kötelezett személy

Ideiglenes váltó: Interims-wechsel (német)

Intó váltó: a váltó esedékessége a hónap elején van (1-jén).

Írásbeli követelés: literalis obligatio

Jogcím (causa obligandi): A váltóbirtokosnak eljárásjogi jogcímet a váltópapír puszta birtoklása adja.

Kamat marge: A leszámítolási kamatlábak közi különbözet, mely a bankok nyeresége

Kibocsátó: (trassans, editor, der Aussteller)

Láttamozás a váltón: A váltón az esedékességet úgy is meg lehet jelölni, hogy "esedékes megtekintés után bizonyos időre". Ilyen esetben a váltót be kell mutatni a kiállítónak, hogy az esedékesség napja megállapítható legyen. A megtekintés napján a kiállító a váltót az aláírás helyének és idejének feltüntetésével aláírja. Ezt a cselekményt nevezik váltó láttamozásnak.

Leszámítolás: (escompt, disconto)

Literalis obligatio: Írásbeli követelés ("A váltó, írásbeli követelést tartalmazó értékpapír.")

Locus regit actum: a váltócselekmény alakiságára mindig a cselekmény helyének (azaz országának) joga az irányadó; azaz, külföldön kiállított váltó esetén megállapodhatnak a Felek, hogy a váltó kellékei a Magyarországon hatályos váltójogi szabályok szerint legyen elbírálva.

Magához váltja: A kifejezés a váltójogban azt jelenti, hogy az, aki a váltókövetelést teljesítette, a fizetés igazolásául a váltót a váltóbirtokostól átveszi. Nem zárja ez ki annak a kötelezettségnek a teljesítését, hogy a fizetés megtörténtét a váltó hátlapján bizonylatolni kell.

Médió váltó: az esedékesség a hónap közepén van (15-én).

Meghatalmazási hátirat, meghatalmazói forgatmány, inkasszó-forgatmány; Prokura-indossament, Vollmacht-indossament, Indossament zum Incasso: korlátozott hatályú váltóátruházás; melyben szerepelnie kell a "beszedés végett" vagy a "behajtásra" vagy "inkasszóra" vagy "meghatalmazásul" valamint rektaváltó esetén a "zálogul" vagy "biztosítékul" kifejezésnek.

Megtartási jog: A váltóbirtokos, lejárt váltóbeli követelése tekintetében, megtartási joggal élhet adósának azon pénzeire, ingóságaira és értékpapírjaira, melyek jogszerű úton tényleges birtokába vagy rendelkezése alá kerülnek

Saját rendeletre: Ordre Eigene (német)

Óváshiányos váltó, mulasztásos váltó, praejudikált váltó: ha a váltó esedékességekor, a követelés fenntartása végett a szükséges váltócselekményt (3 napon belül) elmulasztották. Óvás híján a visszkereset elenyészik; kivéve, ha a jogvesztő határidőmulasztást vis maior ok akadályozta. Elfogadás hiánya miatti óvás = Protest mangels Annahme. Fizetés hiánya miatti óvás = Protest mangels Zahlung. Biztosítás hiánya miatti óvás = Securitäts-protest. Az adósnak lakcímén vagy cégszékhelyén való fel nem lelhetősége miatti óvás = Platz-protest.

Pactum de cambiando (Wechsel-schluss, Wechsel-vorvertrag; contract de change): váltó kiállítására és átadására vonatkozó megelőző szerződés (alapügylet); ami csak polgárjogilag értelmezhető, váltójogilag nem.

Passzív váltó: Az a váltó, amely ránk nézve tartozást jelent; amelyet tehát nekünk kell kifizetnünk; elfogadók vagyunk rajta, illetőleg, ha saját váltóról van szó: kiállítók. Fennálló váltó-tartozást jelent, a követel-oldalra könyvelendő ("passzíva").

Perfectio: a váltó elfogadásának létrejövetele, a váltó előlapjának aláírásával (jogi személynél: cégszerű aláírásával).

Prolongatio: meghosszabbítás; a fizetési idő meghosszabbítása, akarategyezőség esetén, a váltóköveteléseknél nincs kizárva.

Rendelvényes (kedvezményezett): Az a személy, akinek a rendeletére a fizetést teljesíteni kell. A kifejezésben a "rendelkezni" szó húzódik meg, mely azt jelzi, hogy a váltó jogosultja rendelkezhet az értékpapírral, tehát forgathatja (átruházhatja) azt, mint annak tulajdonosa.

Teil-akzept: részelfogadás.

Sola-váltó: Egyetlen példányban kiállított váltó.

Száraz váltó: uzsora váltó, melyet váltólevél nélkül (sine litteris), szóban kötnek

Telepített váltó (Domizil-wechsel): A kiállítás helyéről más helyre szóló fizetési ígéret; ez esetben külön fizetővel, telepessel állunk szemben.

Tulajdoni forgatmány: teljes hatályú váltóátruházás.

Toldat, allongé (francia): Ha a váltó hátoldalára — mivel az megtelt — több átruházó nyilatkozatot (forgatmányt) felvezetni nem lehet, akkor a váltót forgathatóságának biztosítása érdekében váltótoldattal kell ellátni. A toldat terjedelmének meg kell egyezni a váltó méretével és azt hosszában kell a váltóhoz ragasztani.

Ultimó váltó: az esedékesség a hónap utolsó napján van.

Utolsó forgatmányos (ultimus indorsatarius): az, akinek kezei között a váló lejárt, s aki a kifizetés elmaradása miatt az óvást felvétette vagy felvéthette volna.

Újítás (novatio): új váltó kiállítása a hitelviszony meghosszabbítása céljából, ha a régi váltó határideje lejár, de az adós fizetni még nem tud és a felek jogügyletet kölcsönösen fenntartani akarják (prolongatio).

Váltóalkusz, Weschsel-agent vagy Wechsel-sensal (német): aki meghatározott összegért a nemzetközi tőzsdepiacokon illetőleg börzéken a váltó-árfolyamokat (azaz valuta-árfolyamokat) figyelte. Körül belül 1945-ig, mivel jelen törvényeink szerint a váltó nem tőzsdepapír.

Váltó-árfolyam, Wechsel-kurz (német): a nemzetközi fizetések céljaira szolgáló külföldi váltók napi ára, úgy amint a különböző piacokon, tőzsdéken jegyzik. A külföldi váltók (devizák) a nemzetközi kereskedelmi, illetve fizetőforgalom kiegyenlítőeszközei. [...] A világháború után a külföldi váltókkal való nemzetközi fizetés mindjobban háttérbe szorult. — Róz Jenő (1934)

Váltóárfolyam-kémlelés vagy váltó-arbitrázs [-arbitrage (francia)]: az ügynök/alkusz tevékenysége annak kiderítésére, hogy melyik tőzsdepiacon milyen módon lehet pénzügyileg legelőnyösebben váltót értékesíteni: eladni ott (annak az országnak a tőzsdéjén) ahol magasabb az árfolyam, és venni ott, ahol (amely országnak tőzsdéjén) alacsonyabb.

Váltó-bélyeg, Wechsel-stempel (német): kincstári illeték, amelyet vagy bélyegjegyekben szoktak a váltóűrlapra leróni, vagy készpénzben az állampénztárnál lefizetni. — Róz Jenő (1934)

Váltódíj, provisio cambiara, Wechsel-provision (német): a kárpótlás vagy kárátalány; a jogszabály alapján, a tárgyi váltón szereplő összeg maximum három ezreléke, amit a Felek szabadon mérsékelhetnek. Ez, a váltóbirtokost illeti azért, hogy a váltót a lejáratkor nem fizették ki.

Váltó-fedezeti számla: A váltó összegének kifizetéséhez szükséges fedezet biztosítására szolgáló (előtakarékoskodási célú betétszámla), bankszámla

Váltó-forgatmány (gyűjtőszó): álforgatmány, teljes forgatmány, kötelezettség nélküli forgatmány, meghatalmazási forgatmány, részforgatmány, utóforgatmány, üres forgatmány, zálogforgatmány.

Váltó-levél (lettre de change): maga a váltó.

Váltónyargalás; Wechsel-reiterei vagy Reit-Wechsel (német): váltó felhasználása pénzszerzésre kötött (vagy nem reális) váltóügyletek segítségével. Több alakja van: pinceváltó [Keller-Wechsel] prolongálása, továbbá a visszváltókkal űzött visszaélés (váltócsere). Ide tartozik minden váltóügylet, amelynek irreális az alapja; tényleges ügyletet nem takar.

Váltói szigor: a váltókövetelés gyors érvényesítését lehetővé tevő szabályok kíméletlensége, amely a váltóadós kifogásolásának jogát korlátozza, a váltóbirtokost pedig követelése jogának fenntartása végett a megszabott alakiságok pontos megtartására kényszeríti. Ugyanez: Wechsel-strenge (német), rigueur cambiaire (francia), rigour of the law of bills of exchange (angol), rigore cambiario (olasz). — Bozóky Géza (1934)

Váltó-kezes: Aki idegen váltó esetén, a váltóra írt záradékban kezességet vállal. A kezes által aláírt váltót, aval-váltónak nevezzük.

Váltó-kezesség vállalás: Avalizálás.

Váltó-összeg: a váltó alapján fizetendő összeg, amelyet a pénznem kitételével számszerűen kell megjelölni. Ugyanez: Wechsel-summe (német), somme à payer cambiaire (francia), sum payable against the bill (angol), somma portata dalla cambiale (olasz). — Bozóky Géza (1934)

Váltó-piac, Wechsel-markt vagy Wechsel-plätze (német): Az a hely, leginkább tőzsdepiac (főbb váltópiacok például: London, Párizs, Berlin, Frankfurt, Hamburg), ahol a váltónak, mint árunak, kereslete és kínálata találkozik. A forgalom rendszerint bankok (bankárok) között bonyolódik le, főképp ügynökök/alkuszok közvetítésével. — Róz Jenő (1934)

Valuta: ellenérték

Vissz-váltó (Rückwechsel, Retourweschsel, Recambio)

Vissz-kereset: megtérítési igény

Zálog-forgatmány, Verpfändungs-Giro, Pfand-Indossament; endossament; pignoratif; pledge by way of indorsement (angol); valuta in garanzia, colla clausola valuta in pegno (olasz): Ha a váltó, az "értéke biztosítékul" vagy "értéke zálogul" kifejezést tartalmazza [lásd 1965. évi 1. tvr. 19. cikk, 1/1965. (I. 24.) IM rend. 19. §], akkor a váltóbirtokos nem rendelkezhet korlátlanul a váltóval. A zálogforgatmány a váltóban megtestesített követelés zálogul való lekötésére szolgál. A forgató a forgatmányossal szemben fennálló tartozását a váltó elzálogosításával biztosítja.

#### Idegen váltó
Az idegen váltó külföldi elnevezései: bill of exchange (angol), gezogener Wechsel (német) vagy trassiter Wechsel (német) vagy csak röviden: Tratte, a latin trahere szóból, vagy Fremder Weschsel (német); lettre de change (francia), cambiale (olasz), lèttera di càmbio (olasz).
A kibocsátó egy másik személyt felszólít, hogy a váltóban feltüntetett kedvezményezett részére feltételekhez nem kötött módon a váltóban szereplő összeget fizesse ki. Az értékpapírok között az idegen váltó (adóslevél) a kereskedelmi utalványhoz áll legközelebb.

Az idegen váltó tartalmi követelményei:

1. ) a váltó elnevezés az okirat szövegében, éspedig az okirat kiállításának nyelvén;
2. ) a határozott pénzösszeg fizetésére szóló feltétlen meghagyás;
3. ) a fizetésre kötelezett neve (címzett);
4. ) az esedékesség megjelölése;
5. ) a fizetési hely megjelölése;
6. ) annak a neve, akinek részére vagy rendelkezésére kell a fizetést teljesíteni;
7. ) a váltó kiállítási napjának és helyének megjelölése;
8. ) a kibocsátó aláírása.

Az az okirat, amelyből az előbb megjelölt kellékek valamelyike hiányzik, nem váltó, kivéve:
1. ) Az olyan váltót, amelyen az esedékesség nincs megjelölve, megtekintésre szóló váltónak kell tekinteni.
2. ) Külön megjelölés hiányában a címzett neve mellett feltüntetett helyet fizetési helynek és egyúttal a címzett lakóhelyének kell tekinteni.
3. ) Ha a váltón a kiállításnak helye nincs megjelölve, a váltót úgy kell tekinteni, mintha a kibocsátó neve mellett megjelölt helyen állították volna ki.

Ha a váltóban a fizetendő összeg betűkkel és számokkal is szerepel, eltérés esetében a betűkkel kiírt összeg érvényes.
Az olyan váltó, amelyben az összeg betűkkel vagy számokkal többször is szerepel, eltérés esetében a legkisebb összeg erejéig érvényes.

#### Saját váltó
A saját váltó külföldi elnevezései: promissory note (angol), trockener Wechsel vagy eigener Wechsel (német), Handels-wechsel (német), billet à ordre (francia); pagherò cambiario (olasz) vagy vaglia cambiario (olasz).
A kiállító kötelező fizetési ígéretet tesz, hogy a váltóban meghatározott összeget maga fizeti ki. Az értékpapírok között a saját váltó (adóslevél) a kötelezőjegyhez (a bónhoz) áll legközelebb. A saját váltót kereskedelmi forgalomban nem használják; csak kivételesen fordul elő közönséges kölcsönműveleteknél.

A saját váltó tartalmi követelményei:

1. ) a váltó elnevezés az okirat szövegében, éspedig az okirat kiállításának nyelvén;
2. ) a határozott pénzösszeg fizetésére szóló feltétlen kötelezettség vállalás, a pénzösszeg megjelölése betűvel és számmal;
3. ) az esedékesség megjelölése;
4. ) a fizetési hely megjelölése;
5. ) annak a neve, akinek részére vagy rendelkezésére kell a fizetést teljesíteni;
6. ) a váltó kiállítási napjának és helyének megjelölése;
7. ) a kiállító aláírása.

### Egyéb váltó adatok
Kétfélék lehetnek. Olyanok, melyeknek váltójogi hatálya nincs; és olyanok, amelyeknek váltójogi hatálya van. De ezek hiánya, nem fosztja meg a váltót annak váltójogi erejétől, érvényességétől. (Feltüntetni a lehető legrövidebb módon lehet! Egyebeket, a váltóügyletet megelőzően készített alapszerződésbe írhatnak a Felek.)

#### 1. csoportba tartozó adatok: váltójogi hatályuk nincs
- Effektivitási záradék: csak a váltón megadott pénznemben lehet a váltó összegét kiegyenlíteni
- Értesítési záradék (csak idegen váltó esetén): kibocsátó kötelezi magát arra, hogy a címzettet értesíti a váltó kiállításáról
- Avizo (értesítési) záradék: kiállító/kibocsátó az összeg elszámolásának módjáról külön levelet intéz a váltóbirtokoshoz
- Fedezeti záradék: a váltó elfogadásakor, a fedezetre vonatkozó kibocsátói utasítás (idegen váltó esetében);[58] például: »Tegye számvitelbe 2016. febr. 29-i számlámért (tudósítás nélkül, vagy tudósítás szerint, – ami annyit tesz, hogy kibocsátó értesíteni fogja levélben az intézvényezettet, hogy miként könyvelje el terhére a váltó összegét.)«
- Érték záradék (azaz valuta záradék): a váltó kiállítására/kibocsátására okot adó alapügylet megnevezése (saját váltó esetében).[59] Az értékviszonyt a váltóban meg szokás említeni, pl. "értéke készpénzben" (=a kibocsátó kölcsönt kapott), vagy "értéke áruban" (=vételárhátralék); rendszerint azonban általános kitételekkel szokás elfedni az értékviszonyt ("értékét felvettem").[60]
- Hitelesítési záradék: kézjegy (aláírás) hitelesítés a váltón, közjegyező vagy bíróság által
- Másolati záradék: például "fizessen erre a váltóra" kifejezés, amellyel a kibocsátó jelezni kívánja, hogy a váltót több példányban állította ki.
- Tudósítási záradék: tisztán a kibocsátó és az intézvényezett közti magánjogi viszonyra vonatkozik; például: "Tegye számvitelbe tudósítás nélkül" vagy "Tegye számvitelbe tudósítás szerint".[61]

#### 2. csoportba tartozó adatok: váltójogi hatályuk van
- Rekta záradék (recta klauzula): a forgatás megtiltása, a "nem rendeletére" vagy "nem másnak" vagy "forgatmány nélkül" kifejezések bármelyikével, az 1/1965. (I. 24.) IM rendelet 11. § (2) bekezdés szerint; ezért az ehhez kapcsolódó jogok egyszerű átadással nem idegeníthetőek el, hanem csak engedményezéssel, mivel névre szólnak.[62] Ha mégis tovább forgatják az ilyen váltót, úgy a kiállító/kibocsátó szabadul a visszkereset alól. Ha pedig a forgatók közül alkalmazta valamelyik a tilalmat, a tilalmat alkalmazó forgató csak a közvetlen forgatmányosával szemben lesz kötelezve.[63] A forgató is használhat rekta klauzulát, azaz megtilthatja a továbbforgatást.
- Óváselengedési záradék: az "óvás nélkül" vagy a "költség nélkül" kifejezések (ohne Protest, sans Frais, ohne Kosten) csak a kibocsátótól (illetve a kiállítótól) származhatnak; amely kifejezések egyébként a váltó valamennyi aláírójára kihatnak, s ezzel ő minden váltóbirtokost felment az alól, hogy a megtérítési igényének érvényesítése végett – elfogadás hiánya vagy fizetés hiánya miatt – óvást vétessen fel. [Lásd: 1/1965. (I. 24.) IM rend. 46. § (3) bek., 77 § (1) bek.] De az óváselengedés nem menti fel a váltóbirtokost sem a váltó határidőre bemutatása, sem az értesítési kötelezettség alól.
- Telepített váltó elfogadás céljából való bemutatásának kikötése (telepes kijelölése)
- Határidő kitétele, látra szóló váltónál, annak elfogadás céljából való bemutatáskor

## Váltó kiállítása iránti előzetes szerződés
A váltóügyletet rendszerint, bár nem szükségképpen, egy szerződés (váltóelőszerződés, alapszerződés, alapügylet; pactum de cambiando; Wechsel-schluss, Wechsel-vorvertrag; contract de change) szokta megelőzni, amelyben a felek megállapítják a váltó adását, meghatározzák a váltó tartalmát, valamint a másik fél viszontszolgáltatását; azaz az értéket vagy fedezetet, és általában rendezik az alapul fekvő viszonyokat. Ez a szerződés lehet önálló szerződés, de lehet egy más szerződés kiegészítő része is. E szerződést lehet kiállítandó váltó iránt, és lehet már forgalomban lévő váltó iránt kötni. A váltójogi jogszabályok az előszerződésről nem rendelkeznek, hanem az, az általános magánjog (Ptk.) – illetőleg, ha kereskedelmi ügylet volna – a kereskedelmi jog szabályai szerint bírálandó. Maga a váltóügylet az előszerződéstől független. Lehetséges, hogy az előszerződés egészen el is marad; vagy hogy azt nem azok a személyek kötik, akik között a váltóügylet közvetlenül létrejön. "Egyébiránt a váltóügyletnek az előszerződéstől való függetlenségével nem ellenkezik, hogy e szerződés a követelő fél csalárdságának és így követelési jogának megerőtlenítésére felhasználtassék." A váltóelőszerződésről az egyik fél, vagy mindkét fél a másiknak egy iratot, esetleg elismervényt ( Interims-schein ) is adhat, amelynek azonban nincs váltóereje; kivéve ha pénzről szól és ideiglenes váltóként ( Interims-wechsel ) van kiállítva. A szerződésnek néhány szólásformája a következő:
- "Áruhitelezés feltételei: 3 havi elfogadvány, vagy 2% pénztári engedmény."
- "Költségei és díjai erejéig rám látra intézhet."
- "Számlája összegét jó küldvényekkel fogom fedezni."
- "Számlám kiegyenlítését tetszésre bízom: vagy jó küldvényeit várom, vagy felszólításra intézek Önre."
- "A kölcsönt kötelezvényre nem, csak váltóra folyósíthatom."
- "Leszámítolunk: a forgató nyilatkozatán kívül még két személy aláírásával ellátott váltókat 5% kamatláb mellett."
- "Hitelt nyújtunk önnek 17.000 Korona erejéig, amelyet esetenként jó elfogadványok leszámítolásával vehetnek igénybe."

## Felsőbíróságok váltójogi döntései
Gazdasági szakág
Budapest Környéki Törvényszék, 1. G. 40.112/2015. sz. határozata váltókövetelés tárgyában (2015. május 5.)

Debreceni Ítélőtábla, Gf. III. 30.121/2009. sz. határozata váltókövetelés tárgyában (2009. március 30.)

FPK 1995. 115. A kellékhiányos váltóért vállalt kezességnek nincs váltójogi joghatása (Főv. Bír. 6. P. 21.977/1994. Legf. Bír. Pf. VI. 23.010/1994.)

FBK 1994. 34. A váltóadós a váltójogosulttal szemben az alapjogviszonyból eredő kifogását csak akkor hozhatja fel, ha az nem kíván – az összegszerűség megállapítása végett – olyan terjedelmes bizonyítást, amely ellentétes lenne a váltókövetelés absztrakt jellegével, valamint a rövid és gyors elbíráláshoz fűződő érdekkel (PKKB. 14. P. 88.144/1993/4. Főv. Bír. 48. Pf. 24.392/1993/2.)

FPK 1994. 33. Az óvás felvételének hiánya csak a visszkereseti (megtérítési) adósokkal szemben támasztható igényt szünteti meg, a kiállító kötelezettségét azonban nem érinti (Főv. Bír. 48. Pf. 25.487/1993/3.)

EBH 2009. 1973. ♦ LB határozatainak hivatalos gyűjteménye, 2009/1. itt (Legf. Bír. Gfv. IX. 30.038/2009.)

EBH 2008. 1888. ♦ LB határozatainak hivatalos gyűjteménye, 2008/2. itt (Legf. Bír. Gfv. IX. 30.127/2008.)

EBH 2007. 1622. ♦ LB határozatainak hivatalos gyűjteménye, 2007/1. itt (Legf. Bír. Gfv. IX. 30.001/2007.)

EBH 2007. 1621. ♦ LB határozatainak hivatalos gyűjteménye, 2007/1. itt (Legf. Bír. Gfv. IX. 30.156/2007.)

EBH 2005. 1221. ♦ LB határozatainak hivatalos gyűjteménye, 2005/1. itt (Legf. Bír. Gfv. E. 30.125/2005.)

EBH 2003. 958. ♦ LB határozatainak hivatalos gyűjteménye, 2003/2. itt (Legf. Bír. Gf. I. 30.277/2003.)

EBH 2002. 767. ♦ LB határozatainak hivatalos gyűjteménye, 2002/2. (Legf. Bír. Gfv. I. 32. 239/2001.) – bank kártérítési felelőssége óváspótló nyilatkozat felvételének elmulasztása miatt

EBH 2002. 651. ♦ LB határozatainak hivatalos gyűjteménye, 2002/1. itt (Legf. Bír. Gf. I. 31.268/2001.)

EBH 2001. 558. ♦ LB határozatainak hivatalos gyűjteménye, 2001/2. itt (Legf. Bír. Gf. I. 30.295/2001.)

EBH 2000. 218. ♦ LB határozatainak hivatalos gyűjteménye, 2000/1. itt (Legf. Bír. Gf. I. 33.532/1999.)

EBH 1999. 40. ♦ LB határozatainak hivatalos gyűjteménye, 1999/1. itt (Legf. Bír. Gfv. I. 32.099/1997.)

BH 2007. 55. ♦ Bírósági Határozatok, 2007/2. (Legf. Bír. Gfv. IX. 30.190/2006.)

BH 2007. 22. ♦ Bírósági Határozatok, 2007/1. (Legf. Bír. Gfv. IX. 30.282/2006/5.) – készfizető kezességen alapuló fizetési kötelezettség biztosítására is kiállítható váltó

BH 2004. 153. ♦ Bírósági Határozatok (HVG-ORAC kiadó, Budapest), 2004. évi 4. szám (p. 292-293), 153. jogeset (Fővárosi Ítélőtábla 14. Gf. 41.315/2003.) – hitelszerződés biztosítására kiállított váltókra vonatkozó külföldi/belföldi bírósági illetékesség

BH 2003. 474. ♦ Bírósági Határozatok (HVG-ORAC kiadó, Budapest), 2003. évi 11. szám (p. 857-858), 474. jogeset (Legf. Bír. Gf. I. 30.153/2003.) – a váltókifogás megalapozottságát ténybelileg és jogilag a váltókötelezett köteles bizonyítani

BH 2003. 464. ♦ Bírósági Határozatok (HVG-ORAC kiadó, Budapest), 2003. évi 11. szám (p. 842-843), 464. jogeset (Legf. Bír. Gf. I. 31.201/2002.) – váltóval biztosított gépkocsilízing

BH 2003. 423. ♦ Bírósági Határozatok (HVG-ORAC kiadó, Budapest), 2003. évi 10. szám (p. 764-765), 423. jogeset (Legf. Bír. Gf. I. 32.385/2000.) – jogágazati (gazdasági v. polgári) illetékesség váltóperben

BH 2001. 585. ♦ Bírósági Határozatok, 2001/12. (Legf. Bír. Gf. I. 30.295/2001.)

BH 2001. 386. ♦ Bírósági Határozatok, 2001/8. (Legf. Bír. Gf. I. 30.047/2001.)

BH 2000. 259. ♦ Bírósági Határozatok, 2000/6. (Legf. Bír. Gfv.I.30.922/1999.) – kölcsönügylet biztosítására kiállított fedezeti váltó

BH 2000. 72. ♦ Bírósági Határozatok (HVG-ORAC kiadó, Budapest), 2000. évi 2. szám (p. 135-136), 72. jogeset (Legf. Bír. Gpk.I.31.514/1999.) – az alapszerződésben kikötött bíróság illetékessége

BH 1999. 268. ♦ Bírósági Határozatok, 1999/6. (Legf. Bír. Gf. I. 33.011/1998.) – rekta váltó

BH 1996. 52. ♦ Bírósági Határozatok (HVG-ORAC kiadó, Budapest), 1996. évi 1. szám (p. 51-53), 52. jogeset (Legf. Bír. Gf. I. 30.540/1994.) – A kereskedelmi bankok között [1987-ben] létrejött együttműködési megállapodás alapján a váltó kiállítójának bonitásáról nyújtott információ jogi természete.

BH 1995. 478. ♦ Bírósági Határozatok, 1995/8. (Legf. Bír. Gf. I. 32.330/1994.)

BH 1995. 116. ♦ Bírósági Határozatok, 1995/2. (Legf. Bír. Gf. I. 32.096/1993.) – engedményezés, rendeletre szóló és nem rendeletre szóló (rekta) váltónál

BH 1994. 688. ♦ Bírósági Határozatok, 1994/12. (Legf. Bír. Gfv. X. 33.224/1993. Előzmény: a Legfelsőbb Bíróság, mint másodfokú bíróság Gf. I. 31.383/1993/4. részítélete, melyet felülvizsgálati kérelemmel támadott meg a peres Fél.)

BH 1994. 557. ♦ Bírósági Határozatok, 1994/10. (Legf. Bír. Gf. I. 32.918/1993.)

BH 1994. 556. ♦ Bírósági Határozatok, 1994/10. (Legf. Bír. Gf. I. 33.507/1993.)

BH 1994. 501. ♦ Bírósági Határozatok, 1994/9. (Legf. Bír. Gf. I. 31.790/1992.)

BH 1994. 432. ♦ Bírósági Határozatok, 1994/8. (Legf. Bír. Gf. I. 30.840/1993.)

BH 1994. 386. ♦ Bírósági Határozatok, 1994/7. (Legf. Bír. Gf. I. 31.673/1993.) – nem rendeletre szóló (rekta) váltó

BH 1994. 385. ♦ Bírósági Határozatok, 1994/7. (Legf. Bír. Gf. I. 32.203/1993.) – az ún. utóforgatmány lényegében váltójogi engedményezésnek minősül, vagyis az utóforgatmányos az "engedményező" forgató váltóhitelező helyébe lép és a forgató jogait szerzi meg.

BH 1994. 383. ♦ Bírósági Határozatok, 1994/7. (Legf. Bír. Gf. I. 32.118/1993.)

BH 1994. 338. ♦ Bírósági Határozatok, 1994/6. (Legf. Bír. Gfv. X. 32.940/1993.)

BH 1993. 752. ♦ Bírósági Határozatok, 1993/12. (Legf. Bír. Gf. I. 30.739/1993.)

BH 1993. 515. ♦ Bírósági Határozatok, 1993/8. (Legf. Bír. Gf. I. 31.574/1992.)

BH 1993. 514. ♦ Bírósági Határozatok, 1993/8. (Legf. Bír. Gf. I. 32.521/1992.)

BH 1993. 183. ♦ Bírósági Határozatok, 1993/3. (Legf. Bír. Gf. I. 31.252/1992.)

BH 1993. 182. ♦ Bírósági Határozatok, 1993/3. (Legf. Bír. Gf. I. 30.301/1992.) – a váltódíjat az 1/1965. (I. 24.) IM rendelet nem határozza meg, az ítélkezési gyakorlat hagyományosan kárátalánynak fogja fel

BH 1993. 181. ♦ Bírósági Határozatok, 1993/3. (Legf. Bír. Gf. I. 30.176/1992.)

BH 1993. 107. ♦ Bírósági Határozatok, 1993/2. (Legf. Bír. Gf. I. 31.807/1991.)

BH 1992. 777. ♦ Bírósági Határozatok, 1992/12. (Legf. Bír. Gf. I. 31.919/1991.)

BH 1992. 411. ♦ Bírósági Határozatok, 1992/6. (Legf. Bír. Gf. I. 32.294/1991.) – A váltó a kiállításakor, illetőleg annak elfogadásakor annyit ér, amilyen összegről szól.

BH 1992. 191. ♦ Bírósági Határozatok (HVG-ORAC kiadó, Budapest), 1992. évi 2. szám (p. 205-206), 191. jogeset (Legf. Bír. Gf. I. 31.285/1991.)

BH 1992. 190. ♦ Bírósági Határozatok (HVG-ORAC kiadó, Budapest), 1992. évi 3. szám (p. 204-205), 190. jogeset (Legf. Bír. Gf. I. 31.567/1991.) – költségvetési szerv vezetője a költségvetési szerv nevében váltókötelezettséget vállalhat

BH 1992. 41. ♦ Bírósági Határozatok, 1992/1. (Legf. Bír. Gf. I. 31.899/1990.)

BH 1989. 415. ♦ Bírósági Határozatok, 1989/10. (Legf. Bír. Gf. I. 31.406/1988.)

BDT 2015. 131. Bírósági Döntések Tára (Wolters Kluver kiadó, Budapest), 2015. évi 9. szám (p. 60-62), 131. jogeset (Szegedi Ítélőtábla, Pkf. III. 21.106/2014.) – váltójogviszonyból származó, 1 millió Ft-ot el nem érő lejárt váltókövetelés kizárólag fizetési meghagyásos eljárás útján érvényesíthető, közjegyző által.

BDT 2014. 3159. Bírósági Döntések Tára (Complex kiadó, Budapest), 2014. évi 7-8. szám (p. 60-64), 121. jogeset (Debreceni Ítélőtábla, Gf. IV. 30.588/2013/10.)

BDT 2013. 3012. Bírósági Döntések Tára (Complex kiadó, Budapest), 2013. évi 11. szám (p. 24-25), 178. jogeset (Pécsi Ítélőtábla, Gf. IV. 30.153/2012/4.)

BDT 2012. 2787. Bírósági Döntések Tára (Complex kiadó, Budapest), 2012. évi 10. szám (p. 31-36), 179. jogeset (Fővárosi Ítélőtábla, 14. Gf. 40.416/2011/3.)

BDT 2011. 2569. Bírósági Döntések Tára (Complex kiadó, Budapest), 2011. évi 10. szám (p. 82-83), 186. jogeset (Fővárosi Ítélőtábla, 17. Pf. 21.810/2010/4.)

BDT 2008. 1798. Bírósági Döntések Tára (Complex kiadó, Budapest), 2008. évi 5. szám (p. 20-22), 79. jogeset (Szegedi Ítélőtábla, Gf. I. 30.536/2006.)

BDT 2008. 1774. Bírósági Döntések Tára (Complex kiadó, Budapest), 2008. évi 3. szám (p. 51-54), 55. jogeset (Győri Ítélőtábla, Pf. IV. 20.373/2007/4.)

BDT 2007. 1651. Bírósági Döntések Tára (Complex kiadó, Budapest), 2007. évi 9. szám (p. 34-36), 140. jogeset (Szegedi Ítélőtábla, Gf. I. 30.490/2006.) – fedezeti váltó biztosítéki céllal

BDT 2006. 1451. Bírósági Döntések Tára (Complex kiadó, Budapest), 2006. évi 10. szám (p. 26-28), 156. jogeset (Győri Ítélőtábla, Pf. IV. 20.201/2006/5.)

BDT 2006. 1411. Bírósági Döntések Tára (Complex kiadó, Budapest), 2006. évi 7-8. szám (p. 35-37), 115. jogeset (Pécsi Ítélőtábla, Gf. IV. 30.030/2005/4.)

BDT 2004. 974. Bírósági Döntések Tára (Complex kiadó, Budapest), 2004. évi 4. szám (p. 55-57), 18. jogeset (Tolna Megyei Bíróság, 5. Pf. 20.615/2003/2.) – biankó fedezeti váltó

BDT 2003. 871. Bírósági Döntések Tára (Complex kiadó, Budapest), 2003. évi 10. szám (p. 23), 124. jogeset (Fővárosi Bíróság, 57. Pf. 26.188/2001/9.)

BDT 2003. 850. Bírósági Döntések Tára (Complex kiadó, Budapest), 2003. évi 7-8. szám (p. 44-48), 103. jogeset (Legfelsőbb Bíróság, Gf. I. 30.808/2001/4.)

BDT 2003. 803. Bírósági Döntések Tára (Complex kiadó, Budapest), 2003. évi 4. szám (p. 53-54), 56. jogeset (Baranya Megyei Bíróság, 1. Pf. 20.225/2002/5.)

BDT 2002. 679. Bírósági Döntések Tára (Complex kiadó, Budapest), 2002. évi 9. szám (p. 31-35), 131. jogeset (Legfelsőbb Bíróság, Gf. I. 30.808/2001/4.)

Büntető szakág
EBH 2004. 1013. ♦ LB határozatainak hivatalos gyűjteménye (HVG-ORAC kiadó, Budapest), 2004. évi 1. szám (p. 31-34), 1013. jogeset itt (Legf. Bír. Bfv. II. 2080/2003.)